# Echinometra viridis
Echinometra viridis är en sjöborreart som beskrevs av Agassiz 1863. Echinometra viridis ingår i släktet Echinometra, och familjen Echinometridae. Inga underarter finns listade.